# Remote Desktop Protocol
Remote Desktop Protocol, RDP – protokół pozwalający na komunikację z usługą terminala graficznego w Microsoft Windows (Terminal Services). Usługa ta jest dostępna we wszystkich systemach operacyjnych Windows od wersji Windows 2000 za pomocą programu Podłączanie pulpitu zdalnego. RDP wykorzystywany jest również przez systemy operacyjne Linux, FreeBSD, Solaris i OS X. Przy domyślnych ustawieniach serwer RDP nasłuchuje na porcie TCP 3389 oraz na UDP 3389. 

## Cechy Remote Desktop Protocol
- 32-bitowa głębia koloru
- 128-bitowe szyfrowanie algorytmem RC4 (certyfikat FIPS)
- wzajemne uwierzytelnianie stron transmisji, jeszcze przed utworzeniem sesji
- wsparcie dla Transport Layer Security
- możliwość przekierowania dźwięku z serwera zdalnego na klienta
- możliwość udostępniania urządzeń USB
- możliwość udostępniania katalogów i drukarek na kliencie oraz uzyskania do nich dostępu przez zdalny pulpit na serwerze
- możliwość dzielenia schowka systemowego między klientem a zdalnym pulpitem na serwerze
- wsparcie dla kilku monitorów
- wsparcie dla pulpitów do 4096 × 2048
- wsparcie dla drukowania w sesji terminalowej bez konieczności instalowania sterowników drukarek na serwerze (dzięki XPS)
- możliwość uruchamiania pojedynczych aplikacji (Remote Apps)
- możliwość tunelowania ruchu przez SSL (Terminal Services Gateway)
- wsparcie dla farm serwerów z dynamicznym przekierowaniem połączeń (Terminal Services Broker)

Najnowsza wersja RDP (wydana 12 sierpnia 2014 r.) to 8.0.

## Implementacje
RDP jest protokołem wykorzystywanym w większości systemów z rodziny Windows: Windows Server 2003, Windows Home Server, Windows XP Professional, Windows XP Media Center i Tablet PC, Windows Fundamentals for Legacy PCs, Windows Vista Ultimate, Enterprise i Business. Domyślnie klient RDP jest dostępny na wszystkich edycjach Windows XP i Vista. Dla starszych systemów Windows jak 98 i Me firma Microsoft udostępnia program klienta do pobrania ze swojej strony WWW. Klient RDP jest również dostępny na platformie Linux. Istnieją także specjalnie przygotowane dystrybucje Linux Live, które uruchamiane z płyty CD przygotowują komputer do pełnienia funkcji terminala graficznego. Taki komputer może nie posiadać dysku twardego ponieważ „odchudzony” system uruchamiany jest z płyty CD. Przykładem takiej dystrybucji jest Thinclient (Thinstation).